# Faux-bourdon
Faux-bourdon (també anomenat fauxbourdon o faux bourdon, que és l'expressió francesa per a "fals baix", i de vegades catalanitzat amb la forma fabordó) és una tècnica musical d'harmonització utilitzada en la música de finals de l'Edat Mitjana i principis del Renaixement, en particular pels compositors de l'escola borgonyona. Guillaume Dufay era un destacat professional d'aquesta forma i pot haver estat el seu inventor. La monotonia dels acords paral·lels afavoreix l'enteniment del text, en la seva majoria litúrgic.
Segons el Diccionari Salvat, s'anomena així un tipus de cant pla a dos, tres o més veus en la combinació de les quals es veu aplicada l'harmonia en la seva forma més elemental. La matèria més comuna dels fabordons van ser els salms i càntics de rés eclesiàstic que als segles xiv i xv van estar més en voga a les esglésies.
En la seva forma més simple el faux-bourdon consisteix en un cantus firmus i altres dues parts construïdes una sexta i una Quarta per sota. Per evitar la monotonia, o crear una cadència, la veu més baixa de vegades salta cap avall a l'octava i qualsevol de les veus d'acompanyament pot tenir adorns de menor importància. En general la tècnica de faux-bourdon només s'utilitza en una petita part d'una composició.

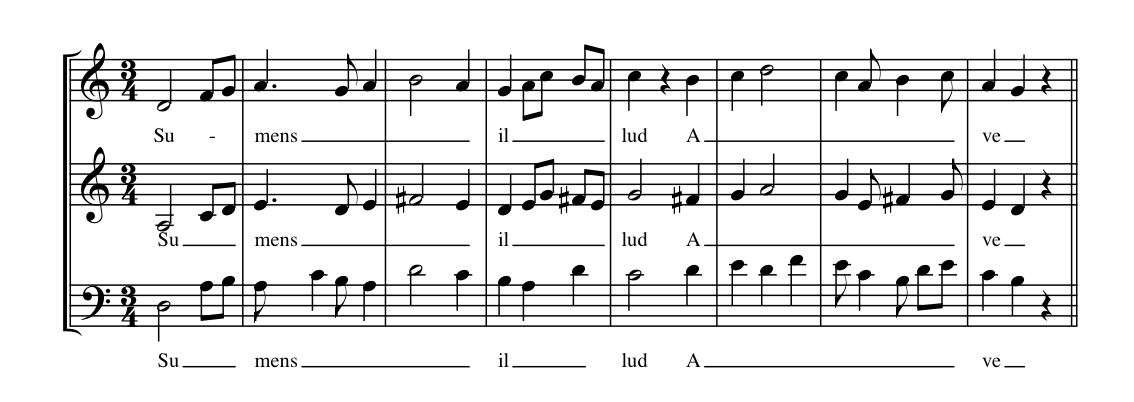
Exemple de faux-bourdon. Aquesta és la part introductòria d’Ave Maris Stella, l'antífona mariana, en una composició de Guillaume Dufay, transcrita a notació moderna. Les línies superior i inferior són de composició lliure; la intermèdia, anomenada faux-bourdon en l'original, segueix la línia superior, però exactament a una quarta justa per sota. La línia més baixa sol estar, encara que no sempre, una sexta per sota de la superior; s'embelleix i acaba en cadències a l'octava.

## Cant d'himnes
En un himne el terme s'utilitza de vegades quan la congregació de fidels canta en octaves paral·leles, amb alguns cantants interpretant un discant en la veu de tiple sobre la melodia, però el terme va ser utilitzat històricament per indicar una disposició de la melodia en quatre parts amb la melodia en el tenor, igual que les compostes als segles xvi i xvii per autors anglesos com John Dowland, Giles Farnaby i Thomas Ravenscroft.

## Història
El primer exemple de faux-bourdon pot estar en el manuscrit I-BC Q15 de Bolonya (Bologna, Civico museu bibliogràfic musicale, Q15), recopilat cap a 1440. Conté diversos exemples, entre ells un de Guillaume Dufay, datat al voltant de 1430. Atès que moltes de les primeres composicions del segle xv són anònimes, i datar és sovint problemàtic, és difícil determinar amb exactitud l'autoria dels primers faux-bourdons. En la contribució de Dufay a aquesta col·lecció s'usa per primera vegada l'ús del terme, en la part final de la seva Missa Sancti Jacobi. És possible que el seu ús de la paraula "bordó" fos concebut com un joc de paraules amb algun aspecte relacionat amb l'apòstol Santiago (a qui Dufay o el copista va dibuixar en miniatura damunt de la música).
Definitivament l'exemple més antic datat de faux-bourdon està en un motet de Dufay, «Suprem est mortalibus», que va ser escrit per al tractat que va conciliar les diferències existents entre el Papa Eugenio IV i Segimon de Luxemburg, després que Segimond fos coronat com a emperador del Sacre Imperi Romanogermànic, fet que va tenir lloc el 31 de maig de 1433. En aquest motet, escrit per a quatre veus, quan el tenor (la veu més baixa) desapareix, la part superior a tres veus es desenvolupa en forma de faux-bourdon.
Encara que el seu primer ús sembla haver estat a Itàlia, el faux-bourdon acabaria convertint-se en un tret definitori de l'estil borgonyó que va florir als Països Baixos al llarg de mitjans del segle xv. Compositors com Gilles Binchois, Antoine Busnois i Johannes Brassart van utilitzar aquesta tècnica amb freqüència, sempre adaptant-la als seus respectius estils personals.
Un desenvolupament relacionat però independent anomenat faburden va tenir lloc a Anglaterra al segle xv. Aparentment és similar, especialment en els encadenaments de concordes 6-3 amb consonàncies d'octava - quinta en els finals de frase. El faburden era un mètode esquemàtic d'harmonització d'un cant preexistent; en el cas de faburden el cant se situa en la veu intermèdia.